# Esther Ortega
Esther Ortega (Madrid, 15 dicembre 1974) è un personaggio televisivo e attrice spagnola.

## Biografia
Ha recitato in varie pellicole cinematografiche italiane come A/R Andata + Ritorno di Marco Ponti ed È già ieri al fianco di Antonio Albanese, oltre che in alcune serie TV come Un medico in famiglia (dove prende parte alla quarta stagione nel ruolo di Eufrasia). Ha inoltre lavorato in TV su Rai 1 come spalla di Giorgio Panariello nella trasmissione Ma il cielo è sempre più blu del 2004, poi con Gianni Morandi nella trasmissione Non facciamoci prendere dal panico del 2006 ed infine al fianco di Gianfranco Funari nella trasmissione Apocalypse Show del 2007.

## Carriera

### Cinema
- A/R Andata + Ritorno di Marco Ponti (2004)
- È già ieri di Giulio Manfredonia (2004)
- La Vergüenza di David Planell Serrano (2009)
- Diaz - Don't Clean Up This Blood di Daniele Vicari (2012)
- Lasciarsi un giorno a Roma di Edoardo Leo (2021)

### Televisione
- Paso adelante, (2002)
- Un medico in famiglia (2004)
- Mai per amore, episodio Helena e Glory (2012)

### Altre esperienze televisive
- Ma il cielo è sempre più blu (Rai 1, 2004)
- Non facciamoci prendere dal panico (Rai 1, 2006)
- Apocalypse Show (Rai 1, 2007)